# Arab Bank for Economic Development in Africa
Die Arabische Bank für wirtschaftliche Entwicklung in Afrika (BADEA) (französisch: Banque Arabe pour le Développement Economique en Afrique) (arabisch: المصرف العربي للتنمية الاقتصادية في أفريقيا) ist eine Entwicklungsbank im Besitz der Arabischen Liga zur Bereitstellung von Entwicklungsfinanzierung für afrikanische Länder.
Sie wurde gemäß der Resolution der 6. arabischen Gipfelkonferenz in Algier am 28. November 1973 gegründet.
Die Bank wurde mit dem Ziel gegründet, die wirtschaftliche, finanzielle und technische Zusammenarbeit zwischen der arabischen und der afrikanischen Region zu stärken und die arabisch-afrikanische Solidarität zu verkörpern. Um dieses Ziel zu erreichen, wurde der Bank ein Mandat erteilt um:
- sich an der Finanzierung der wirtschaftlichen Entwicklung in den afrikanischen Ländern zu beteiligen
- den Beitrag des arabischen Kapitals zur Entwicklung Afrikas zu stimulieren
- bei der Bereitstellung der für die Entwicklung Afrikas erforderlichen technischen Hilfe zu unterstützen

Die Bank ist eine internationale Finanzinstitution mit vollem internationalem Rechtsstatus und völliger Autonomie in Verwaltungs- und Finanzangelegenheiten. Sie unterliegt den Bestimmungen ihres Errichtungsabkommens und den Grundsätzen des internationalen Rechts.